# Nicolás Galvis
Nicolás Galvis, vollständiger Name Nicolás Galvis Llano, (* 9. April 1997 in Bogotá, Kolumbien) ist ein kanadischer Fußballspieler.

## Karriere
Der 1,82 Meter große Mittelfeldakteur Galvis steht seit der Saison 2016 im Profikader des Zweitligisten Canadian Soccer Club. Dort debütierte er am 24. September 2016 bei der 2:3-Auswärtsniederlage gegen den Club Atlético Torque in der Segunda División, als er von Trainer Matías Rosa in der 80. Spielminute für Flavio Scarone eingewechselt wurde. In der Saison 2016 bestritt er sechs Zweitligaspiele ohne persönlichen Torerfolg.